# Будков
Бу́дков (укр. Будків) — село на Украине, находится в Хмельницком районе Винницкой области.
Код КОАТУУ — 0524880602. Население по переписи 2001 года составляет 484 человека. Почтовый индекс — 22062. Телефонный код — 4338.
Занимает площадь 0,86 км².

## Адрес местного совета
22060, Винницкая область, Хмельницкий р-н, с. Великий Мытник, ул. Центральная, 80